# THE BREEZE
THE BREEZE（ザ・ブリーズ）は、1996年4月から2016年3月まで毎週月 - 金曜日の9:00～12:00(JST)にFMヨコハマが生放送していた生活情報番組。同局ではFUTURESCAPEに次ぐ、長寿生ワイド番組であった。

## 概要
番組では「横浜から情報と音楽のそよ風を」をコンセプトに、生活に役立つあらゆるジャンルの情報を取り上げ、20～40代の女性層をターゲットとしていた。2016年3月1日の放送終了前に『大切な大切なお知らせがある。』と北島美穂から3月末をもって番組終了と発表された。リスナーに惜しまれつつ、2016年3月31日に20年の幕を閉じた。
2016年4月より実質の後継番組としてSunset Breezeが日曜日に放送されている

## 出演者
- 2代目メインパーソナリティ：北島美穂（2000年4月 - 2016年3月）
- 街角レポーター：藤田優一[2]（1996年10月 - 2016年3月）

### 過去の出演者
- 初代メインパーソナリティ：池田恭子（1996年4月 - 2000年3月）
- 街角レポーター：茂山哲平（1996年4月- 1996年9月）
- ピンチヒッター：みんしる（2008年9月）北島美穂不在時に一週間
- ピンチヒッター：金子桃（2014年11月）北島美穂不在時に一ヶ月間、月曜 - 木曜担当
- ピンチヒッター：落合隼亮（2014年11月）北島美穂不在時に一ヶ月間、金曜担当

## 放送時間
- 開始当初 - 2006年3月、2008年10月 - 2013年3月、ただし夏季のCATCH OF SUMMER放送期間を除く
  - 9:00 - 13:00（240分）
- 2006年4月 - 2008年9月、2013年4月 - 2016年3月、CATCH OF SUMMER放送期間
  - 9:00 - 12:00（180分）

## コーナー
- 9:00　オープニング
- 9:03　街角レポーター藤田君との中継

その日の「もっと知りたい神奈川!街角レポート」の中継先から。
- 9:10　今日の星占い

その日の星座別占い。牡羊座から乙女座まで発表したところで一旦曲と天気（9時の横浜の気温と当日の天気）をはさみ、天秤座から魚座まで発表する
- 9:18　もっと知りたい神奈川!街角レポート その1

ここでレポート先の近くの駅でリクエストを訊き、それをかける。
15周年記念で一時的にスポンサーが付いたことで『街角からアリガトウ』に改題していた
- 9:25　TRAFFIC REPORT
- 9:28　WIND&WAVE
- 9:35　AREA NAVI（火曜日）

神奈川県内のエリア情報を日替わりで紹介。（第1・3火曜日…厚木市の提供）
- 9:45　日進レンタカー　Music Navigation
- 9:57　TRAFFIC REPORT
- 10:00　もっと知りたい神奈川!街角レポート その2
- 10:10

月曜…YOKOHAMA ART BEAT
水曜…YKD presents 生活美人
木曜…ワンダフルアスリート
金曜…きれいナビ
- 10:30　毎日がベスト5

月曜…iTunes、FヨコSOUND♪着メロ、今月のベスト5、街角ベスト5（週替わり）
火曜…HMV邦楽シングルチャート
水曜…懐かしのヒットチャート
木曜…HMV邦楽アルバムチャート
金曜…番組へのリクエストチャート
- 10:27　TRAFFIC REPORT
- 10:30　RADIO SHOPPING　※年末年始などは休止となり、別のコーナーに差し替えられる。
- 11:00

月曜…東海東京証券 presents BREEZE THEATER
火曜…東海東京証券 persents Dolce Cantabile
水曜…HAPPY DELICIOUS TIME
木曜…こえのアトリエ
- 11:12　My Sweet Melody（月曜・火曜）

リスナーから寄せられた思い出のリクエスト曲を紹介するコーナー。
- 11:20

火曜…教えて税理士さん
水曜…にほんこころのメロディー
木曜…東京ガス 海辺のキッチン
金曜…もっと素敵にカーライフ
- 11:25　SUKU SUKU SCHOOL（月曜）
- 11:30　もっと知りたい神奈川!街角レポート その3
- 11:45　神奈川トヨタインフォメーション（木曜・金曜）
- 11:55　WEATHER INFORMATION
- 11:57　TRAFFIC REPORT

## 過去のコーナー
- Magical Kitchen（火曜日 11:00 - ）＜2009年1月頃に終了し、次の番組『Tips Town』内に移動＞
  - コンビーフを使った料理レシピなど、歌って踊れる女の子3人組バンドGTPと映画・雑誌など幅広い分野で活躍中のフードスタイリスト、石森いづみが毎回いろいろなゲストを招いて、ゲストを交えて紹介（提供：川商フーズ）
- QUEEN'S EAST RECIPE（木曜日 11:20 - ）＜1997年10月 - 2011年3月31日＞
  - ナビゲーターは、鈴木伸。1997年10月に開始され、2010年12月に放送1000回を迎えた[3]。開始当初は月 - 金での放送であった。（提供：クイーンズイースト）
- カレスト presents IT'S MY WAY (金曜日 11:20 - ）＜2010年3月終了＞
  - ナビゲーターは、川嶋あい。洋楽の和訳を朗読したり、ドライブミュージックの紹介。
- カレスト presents Driving For U (金曜日 11:20 - ）＜2010年4月2日 - 2010年9月24日＞
  - ナビゲーターは、中村優。神奈川県のドライブスポットを紹介。

また、12時台まで放送されていた頃は「アーティスト特集」のコーナーを設けていた。

## 街角レポート
街角レポートは、レポーターの藤田優一が、日替わりでさまざまな街に出かけレポートするコーナーで、9:20頃・10:00・11:30頃の3回放送される。番組が13時まで放送されていた当時は12:30頃にも放送されていた。レポート先は基本的には神奈川県内だが、東京都町田市や大田区などや静岡県の伊豆など近隣の他都県からの放送も行われていたほか、稀にハワイ、韓国の海外からもレポートを行っていた。
コーナーBGMはChoro Club feat. Senooの「おかしなふたり」（『ARIA The NATURAL ORIGINAL SOUNDTRACK due』に収録）。
番組ホームページ内において、「藤田優一のデジタル街角日記」と題して、レポート先で撮影した写真を公開している。また、登録した人の携帯電話にレポートの合間の様子などが送られる「藤田君のケイタイフライヤー」というサービスも行われていたが、2009年3月31日を最後に終了した。
2005年6月2日は伊豆箱根鉄道大雄山線の富士フイルム前駅からのレポートだったが、この放送で、藤田は神奈川県内の全駅を降りたことになり、新聞の地方版でも取り上げられた。
最終回10時台の中継では中継先の象の鼻テラスにゆずがレポーターの藤田に内緒でサプライズで登場した。